# His Majesty's Theatre
His Majesty’s Theatre is een theater aan de Haymarket in Londen. Het eerste theater op deze plek was in 1705 opgericht. De naam van het theater wijzigt met het geslacht van de monarch; sinds 6 mei 2023 draagt het de huidige naam His Majesty’s Theatre.

## Geschiedenis van klassieke muziek

### Oprichting en barokopera (1705–1789)
Het oorspronkelijke Queen’s Theatre op deze locatie werd in 1705 gebouwd door John Vanbrugh. Na 1709 was het theater aan Italiaanse opera's gewijd doordat puur drama zonder muziek slechts in de twee theaters was toegestaan. Tussen 1711 en 1739 gingen hier meer dan 25 opera’s van Georg Friedrich Händel in première. Na de troonbestijging van George I in 1714 kreeg het theater de naam King's Theatre. Het had die naam tot 1837 nadat er weer een vrouwelijke monarch was. In 1762 reisde Johann Christian Bach naar Londen voor de première van drie opera's inclusief Orione op 19 februari 1763.

### Haydn en de concertzaal (1790–1800)

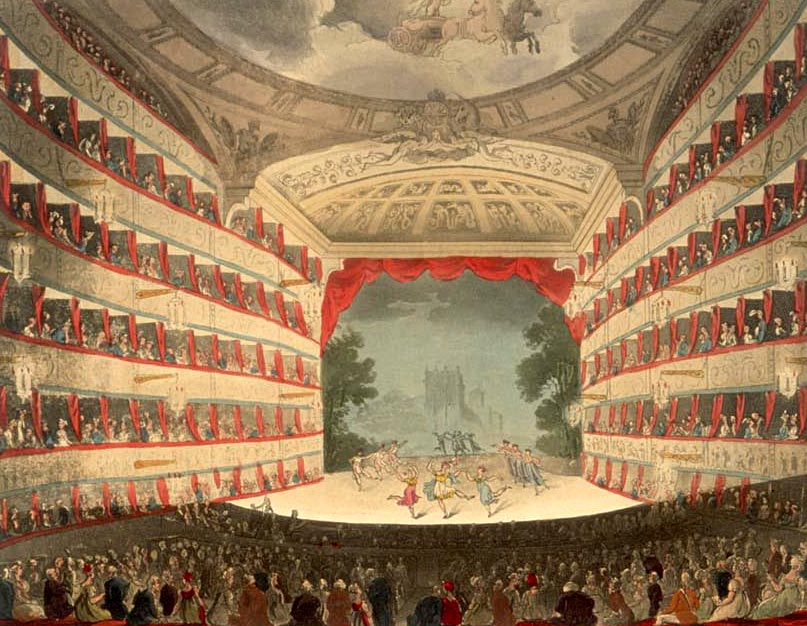
Interieur van het theater na de brand rond 1808

Na de brand op 17 juni 1789 was in 1791 een nieuw gebouw klaar. Het eerstvolgende concert was op 26 januari 1793. Vanaf 1793 werden zeven kleine huisjes met de grond gelijk gemaakt voor de bouw van een concertzaal. In deze concertzaal aangrenzend aan het theater gaf Joseph Haydn tijdens zijn tweede Londense bezoek (1794–1795) een serie concerten, waarin hij de laatste zes van zijn 104 symfonieën dirigeerde. De première van Symfonie nr. 102 ging gepaard met een opvallend incident: een kristallen kroonluchter stortte neer. Niemand werd zwaargewond, waardoor mensen in het publiek 'Mirakel, mirakel!' schreeuwden.

### Britse premières van Mozart en Beethoven (1806–1851)
Gedurende het eerste kwart van de 19e eeuw presenteerde het theater de eerste uitvoeringen in Londen van La clemenza di Tito (1806), Così fan tutte (1811), Die Zauberflöte (1811) en Don Giovanni (1816).
Daarnaast werd in 1851 Beethovens enscenering van Fidelio opgevoerd. Het theater onderging in van 1816 tot 1818 verbouwingen door John Nash en George Repton, die de capaciteit uitbreidden tot 2.500 zitplaatsen.

### Rossini en Italiaanse opera's (1818–1847)
In de eerste helft van de jaren 1820 waren er negen uitvoeringen van opera's gecomponeerd door Gioachino Rossini. Toen Victoria de troon besteeg werd het theater omgedoopt tot “Her Majesty's Italian Opera House”.

### Ballet (1830–1850)
Vanaf 1830 werd door Jules Perrot opera's op het programma gezet. Bekende balletten waren onder meer Ondine, ou La Naïade (1843) en Pas de Quatre (1845). Cesare Pugni was de componist van de muziek.

### Architectuur en locatie
Het huidige gebouw stamt uit 1868 en is ontworpen door Charles Lee & Sons en William Pain. Het theater heeft vier verdiepingen en heeft nu 1216 stoelen. Het is sinds 1970 een Grade II*-monument.
- Library of Congress Control Number: n85042795
- MusicBrainz: 3db2b73c-4d41-4076-97e3-340fc4e2bd52
- Virtual International Authority File: 94145542600496641657